# Cotachena fulvomarginalis
Cotachena fulvomarginalis là một loài bướm đêm trong họ Crambidae.